# سفيتوف ميخائيل فلاديميروفيتش
ميخائيل فلاديميروفيتش سفيتوف (ولد في 4 يناير 1985، موسكو) - سياسي روسي ومدون، رئيس الحركة الاجتماعية والسياسية "المجتمع المدني"، وأحد أبرز مروجي الليبرتارية في روسيا. مؤلف قناة يوتيوب "SVTV" ومؤسس المنشور الإلكتروني "SVTV News".
ميخائيل سفيتوف يشارك بنشاط في النشاط السياسي الذي يركز على قضايا حرية التعبير وحقوق الإنسان والإصلاحات الديمقراطية في روسيا. لقد أصبح شخصية بارزة في الساحة السياسية والاجتماعية الروسية بفضل خطاباته ومقالاته التي ينتقد فيها السلطة القائمة ويدعو إلى تغييرات في النظام السياسي.
1. ↑  وصلة مرجع: https://zona.media/news/2023/11/23/svtv.
2. ↑  وصلة مرجع: https://vishka.livejournal.com/profile/.
3. ↑  وصلة مرجع: https://minjust.gov.ru/uploaded/files/reestr-inostrannyih-agentov-25102024.pdf.
4. ↑  "МВД объявило в розыск либертарианца Михаила Светова". 23 نوفمبر 2023. اطلع عليه بتاريخ 2025-05-12.
5. ↑  وصلة مرجع: https://uk.linkedin.com/in/mikhail-svetov-2b540521, .
6. ↑  وصلة مرجع: http://libertarian-party.ru/kto-my/federalnyy-komitet.
7. ↑  وصلة مرجع: https://t.me/s/mrlibertarian/2454.